# Estación de París-Bercy
La estación de París-Bercy o estación de Bercy (en francés: gare de Paris-Bercy o gare de Bercy), de su nombre completo Paris Bercy Bourgogne - Pays d'Auvergne, es una estación ferroviaria situada en París. Está configurada como un anexo de la estación de París-Lyon de la cual depende administrativamente.
Se ha especializado en el servicio auto-tren, que permite transportar vehículos (automóviles, motocicletas, ciclomotores...) de una estación a otra. En ningún caso los dueños de los vehículos pueden viajar junto a él, de tal forma que tendrán que tomar otro tren (u otro medio de transporte) para alcanzar la estación de destino del vehículo. 

## Servicios ferroviarios

### Auto-trenes
Esta estación, antaño usada para el transporte de automóviles en trenes de mercancías, estaba concebida para que los viajeros pudieran dejar su vehículo y coger el tren en la misma estación o bien llegar a París y encontrar su vehículo que ha sido transportado en el tren. Esto no se podía hacer en las seis grandes estaciones término por falta de instalaciones para ello.
En la actualidad los trenes que de aquí salen están formados por vagones porta-automóviles y existen lanzaderas que llevan a los viajeros que dejan aquí su vehículo hasta las estaciones vecinas de Lyon y Austerlitz.
Destinos:
- Niza (todo el año)
- Narbona (todo el año)
- Biarritz (verano)
- Ginebra (verano)
- Briançon (verano)

En junio de 2001, tras el cierre del terminal de Tolbiac, la estación de Bercy recuperó todos los Auto-trenes de la red SNCF Suroeste, pues hasta entonces sólo tenía la red sureste.

### Otros trenes
Durante 2002, los cuatro trenes nocturnos que conectan con Italia (Artésia), fueron transferidos a esta estación, así como los trenes TER en dirección a Morvan. Es una estación que puede servir como sustituta en caso de perturbación del tráfico en la estación de Austerlitz.
- Artésia (2 trenes diarios): Roma, Milán y Venecia.
- TER Borgoña (5 trenes diarios): Laroche-Migennes, Auxerre, Avallon, Clamecy.